# Colin Moon

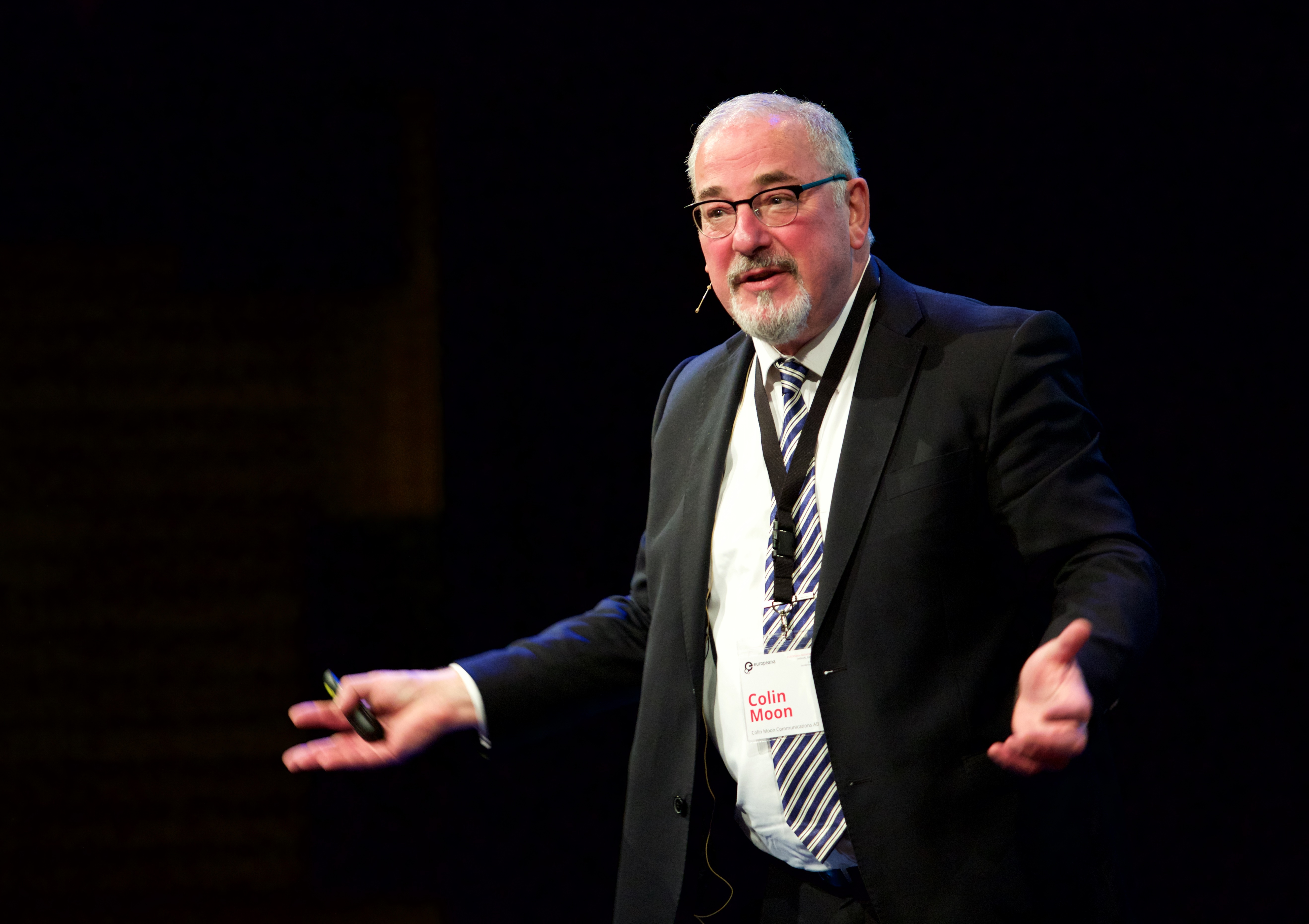
Colin Moon, 2015

Colin Paul Moon, född 8 november 1957 i London, är en brittisk författare.
Colin Moon flyttade under 1980-talet till Sverige. Han skriver och föreläser sedan 1990-talet om Sverige, svenskar och deras egenheter. Moon har även skrivit utbildningsböcker om telefon- och mejlengelska. 
Utsågs till Årets talare 2012 av Talarforum. Moon föreläser bland annat om interkulturell kommunikation, kulturella skillnader och krockar i den globala affärsvärlden. ‘The Swedes are strange... and so am I’, ‘Cracking the Nordic Code’ och 'My colleague is a foreigner... and so am I’ är några exempel på hans mer kända föreläsningar.